# D. J. Wilson
DeVante Jaylen „D. J.“ Wilson (* 19. Februar 1996 in Mount Shasta, Kalifornien) ist ein US-amerikanischer Basketballspieler, der bei den Houston Rockets in der NBA unter Vertrag steht. Er spielt auf der Position des Power Forwards.

## High School und College
Nachdem Wilson die Capital Christian School in Sacramento besuchte, entschied er sich für die Wolverines der University of Michigan zu spielen. Nach seinem Junior-Jahr am College meldete sich Wilson zur NBA-Draft 2017 an. In seiner letzten College-Saison 2016/17 verzeichnete er 11 Punkte, 5,3 Rebounds und 1,5 Blocks pro Spiel.

## NBA
Am 22. Juni 2017 wurde Wilson an 17. Position von den Milwaukee Bucks ausgewählt. Am 20. Oktober 2017 debütierte er in der NBA im Spiel gegen die Cleveland Cavaliers. Wilson spielte in seiner ersten Saison 2017/18 auch mehrmals für das Farmteam der Bucks, den Wisconsin Herd. In der folgenden Spielzeit 2018/19 verpasste er die ersten 22 Saisonspiele aufgrund einer Achillessehnenverletzung. Nach seiner Rückkehr kam er zu Beginn für die Herd zum Einsatz, bevor er im Dezember langsam wieder in die Bucks-Mannschaft integriert wurde. Nachdem sich Ersan İlyasova eine Verletzung zuzog, bekam Wilson mehr Einsatzminuten. Am 27. Dezember markierte er mit 10 Punkten und 14 Rebounds sein erstes Double-double in seiner NBA-Karriere. Am 31. Januar 2019 erzielte er gegen die Toronto Raptors mit 16 Punkten einen neuen Karriere-Bestwert in dieser Kategorie.